# Rangamati (zila)
Rangamati is een district (zila) in de divisie Chittagong in Zuidoost-Bangladesh. De hoofdstad van het district is de stad Rangamati. Het district grenst aan de Indiase staten Tripura en Mizoram. Qua oppervlakte is Rangamati het grootste district van Bangladesh.
Khagrachari, Rangamati en Bandarban vormen samen de regio Chittagong Hill Tracts.

## Bevolking
Op 15 maart 2011 telde het district 595.979 inwoners, een stijging ten opzichte van 508.182 inwoners in januari 2001. Dit komt overeen met een gemiddelde bevolkingsgroei van 1,6% per jaar.

### Religie
De grootste religie in Rangamati is het boeddhisme. Tussen 1991 en 2011 is het aantal en het aandeel boeddhisten in de totale bevolking continu gestegen. Van de 900.000 boeddhisten in Bangladesh leefden er bijna 350.000 in Rangamati. Andere belangrijke religies waren de islam en in mindere mate het hindoeïsme en het christendom.
| Religie          | 1991    | 1991   | 2001    | 2001   | 2011    | 2011   |
| Religie          | Aantal  | %      | Aantal  | %      | Aantal  | %      |
| ---------------- | ------- | ------ | ------- | ------ | ------- | ------ |
| Islam            | 157.650 | 39,28% | 187.132 | 36,82% | 209.465 | 35,15% |
| Hindoeïsme       | 22.543  | 5,62%  | 26.944  | 5,30%  | 30.244  | 5,07%  |
| Christendom      | 4.498   | 1,12%  | 8.781   | 1,73%  | 8.663   | 1,45%  |
| Boeddhisme       | 216.067 | 53,83% | 284.906 | 56,06% | 347.038 | 58,22% |
| Overig           | 630     | 0,16%  | 419     | 0,08%  | 569     | 0,10%  |
| Totale bevolking | 401.388 | 100    | 508.182 | 100    | 595.979 | 100    |

## Economie
Van de beroepsbevolking was 64% werkzaam in de agrarische sector, 6% in de industriële sector en 29% in de dienstensector.

## Subdistricten
Het district Rangamati bestaat uit 10 upazilas, 1 gemeente, 50 parishads, 162 mouzas en 1347 dorpen.

### Upazilas
- Rangamati Sadar Upazila
- Belaichhari Upazila
- Bagaichhari Upazila
- Barkal Upazila
- Juraichhari Upazila
- Rajasthali Upazila
- Kaptai Upazila
- Langadu Upazila
- Naniarchar Upazila
- Kawkhali Upazila